# Bell Pottinger
Bell Pottinger était une entreprise de relations publiques basée à Londres mais ayant exercé ses services dans un grand nombre de pays sur tous les continents. Fondée en 1998 par Timothy Pottinger, elle fit faillite 2017 à la suite de la révélation qu'elle avait participé à une campagne visant à augmenter le clivage racial en Afrique du Sud.

## Histoire et description
Timothy Pottinger commence à travailler dans la publicité avec l'agence Satchi & Satchi. Margaret Thatcher l'embauche afin de l'aider à convaincre les classes populaires anglaises de voter pour elle et contre le Labour. Notamment aidé en cela par Ruppert Murdock le magnat de la presse et ses différentes publications tabloïds, c'est une réussite. À partir de là, Margaret Thatcher va soutenir Timothy Bell et l'introduire auprès d'autres gouvernements.  
Il crée l'entreprise Bell Pottinger et avec laquelle il travaille pour Pinochet au Chili, en Afrique du sud pour Frederik de Klerk puis pour Jacob Zuma, pour Poutine en Russie puis contre lui en mettant en scène l'empoisonnement de Litvinenko sur son lit d'hôpital, pour les Américains en Irak. Il est aussi embauché dans de nombreux autres pays où ses travaux sont pour le moment moins documentés: Philippines, Singapour, Malaisie, Indonésie, plusieurs pays d'Amérique latine et d'Afrique subsaharienne.
Conseillant d'importants acteurs économiques et politiques, elle s'illustra par des pratiques douteuses : soutien à des dictatures au Chili et en Malaisie; création de vidéos, de fausses nouvelles et d'un feuilleton pouvant inciter au terrorisme pour le compte du département de la Défense des États-Unis en Irak en 2007-2011, projet de manipuler le mécanisme institutionnel de l'Initiative citoyenne européenne en 2012, éditions à des fins de promotion sur Wikipédia.
En 2016, le gouvernement de Jacob Zuma a amené l'Afrique du sud au bord du gouffre en mettant son économie au service des Frères Gupta. Il décide d'embaucher Bell Pottinger avec l'idée de dévier la contestation sociale vers d'autres cibles que son parti et vers le racisme anti-Blancs. Elle aide notamment les frères Gupta à noyauter les cercles du pouvoir. Pour détourner l'attention de la responsabilité de Zuma et des Gupta, elle met en place une stratégie de communication afin de relancer le clivage racial de l'apartheid en accusant les voix critiques d'être partie lié avec le "monopole blanc du capital" ( White Monopoly Capital). Cette stratégie, appuyée notamment par Jacob Zuma et des groupes de jeunesse comme Black First Land First, engendre des manifestations appelant notamment à la guerre civile afin de "tuer les Blancs". À l'été 2017, les médias sud-africain révèlent que cette communication a été orchestrée par Bell Pottinger. La population appelle alors à la démission de Jacob Zuma.
À la suite de ce scandale, les clients puis les employés se séparent de l'entreprise, bientôt contrainte à la faillite.